# 秋吉孝勇
秋吉 孝勇（あきよし たかお、1981年4月12日 - ）は、日本の俳優。熊本県出身。アールジュー所属。青二塾26期卒。

## 出演

### テレビドラマ
- スパイラル〜町工場の奇跡〜（2019年、テレビ東京）第５話
- 緊急取調室 3rd SEASON（2019年、テレビ朝日）第２話
- 特捜9 season4（2020年、テレビ朝日） 第4話 救急隊員役
- 孤独のグルメ 2020大晦日スペシャル（2020年、テレビ東京） 常連客役
- 麒麟がくる（2020年、NHK） 第二十一回 隠密役
- LIFE! 東北SP（2021年、NHK） コメンテーター役
- 桜の塔（2021年、テレビ朝日）改革派幹部役
- ボイスⅡ 110緊急司令室（2021年、テレビ朝日） レギュラー司令室員役

### 映画
- 人間失格(2020年)
- 世の中から病を少なく(2021年) 医師役

### 再現ドラマなど
- 東日本大震災10年プロジェクト つなぐ、つながる（2021年、TBS） 再現ドラマ 斗沢先生役

### CM
- 株式会社 新進 「ベジタブル戦隊 テマイラーズ」 大根おろし役(声の出演)」
- 日本FP協会